# Moses Kpakor
Moses Kpakor (ur. 1 czerwca 1965) – nigeryjski piłkarz grający na pozycji pomocnika. W swojej karierze rozegrał 11 meczów w reprezentacji Nigerii.

## Kariera klubowa
Swoją karierę piłkarską Kpakor rozpoczął w klubie BCC Lions FC, w barwach którego zadebiutował w 1984 roku w nigeryjskiej pierwszej lidze i grał w nim do końca kariery, czyli 1998 roku, z przerwą na roczne granie (w 1987) w Abiola Babes FC, z którym zdobył Puchar Nigerii. Wraz z BCC Lions wywalczył mistrzostwo Nigerii w 1994 roku i wicemistrzostwo w 1995 oraz zdobył cztery Puchary Nigerii w sezonach 1989, 1993, 1994 i 1997.

## Kariera reprezentacyjna
W reprezentacji Nigerii Kpakor zadebiutował 2 marca 1990 roku w przegranym 1:5 grupowym meczu Pucharu Narodów Afryki 1990 z Algierią, rozegranym w Algierze. Na tym turnieju wystąpił również w czterech innych meczach: grupowych z Egiptem (0:1) i z Wybrzeżem Kości Słoniowej (1:0), półfinałowym z Zambią (2:0) oraz finałowym z Algierią (0:1). Od 1990 do 1993 rozegrał w kadrze narodowej 11 meczów.